# Lupinoblennius nicholsi
Lupinoblennius nicholsi és una espècie de peix de la família dels blènnids i de l'ordre dels perciformes.

## Morfologia
- Els mascles poden assolir 6 cm de longitud total.[4][5]

## Reproducció
És ovípar.

## Hàbitat
És un peix marí de clima subtropical.

## Distribució geogràfica
Es troba a l'Atlàntic occidental: nord-est de Florida, Golf de Mèxic, Texas i nord-est de Mèxic.